# Yakir Aharonov
Yakir Aharonov (Haifa, 28 agosto 1932) è un fisico israeliano.
È noto per i suoi lavori in meccanica quantistica.

## Riconoscimenti
- Nel 1998 gli è stato assegnato il Premio Wolf per la descrizione dell'effetto Aharonov-Bohm
- Nel 2006 gli è stato assegnato l'Emet Prize[1]
- Nel 2010 ha ricevuto la National Medal of Science[2]